# Williams Bay

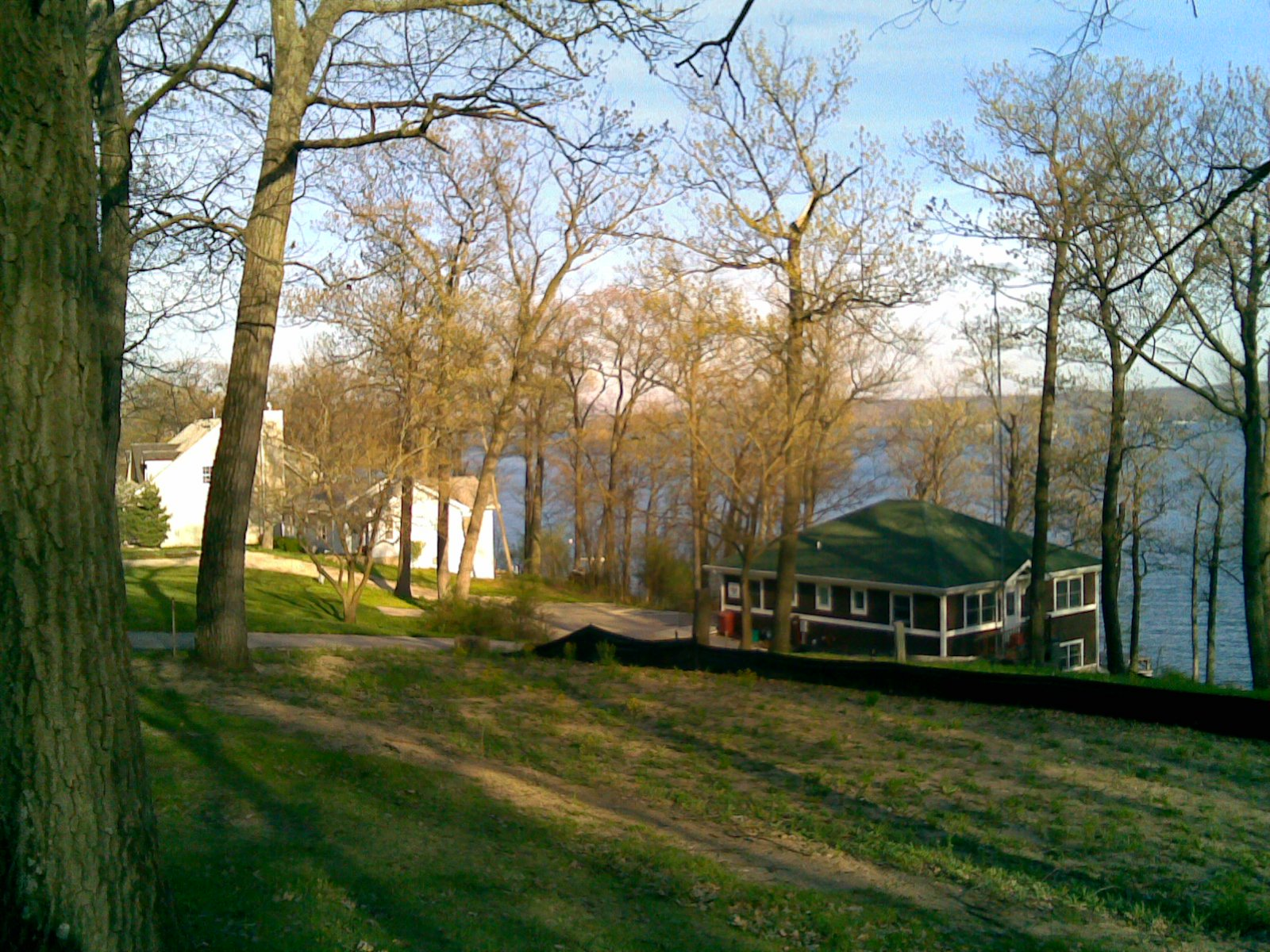
Williams Bay

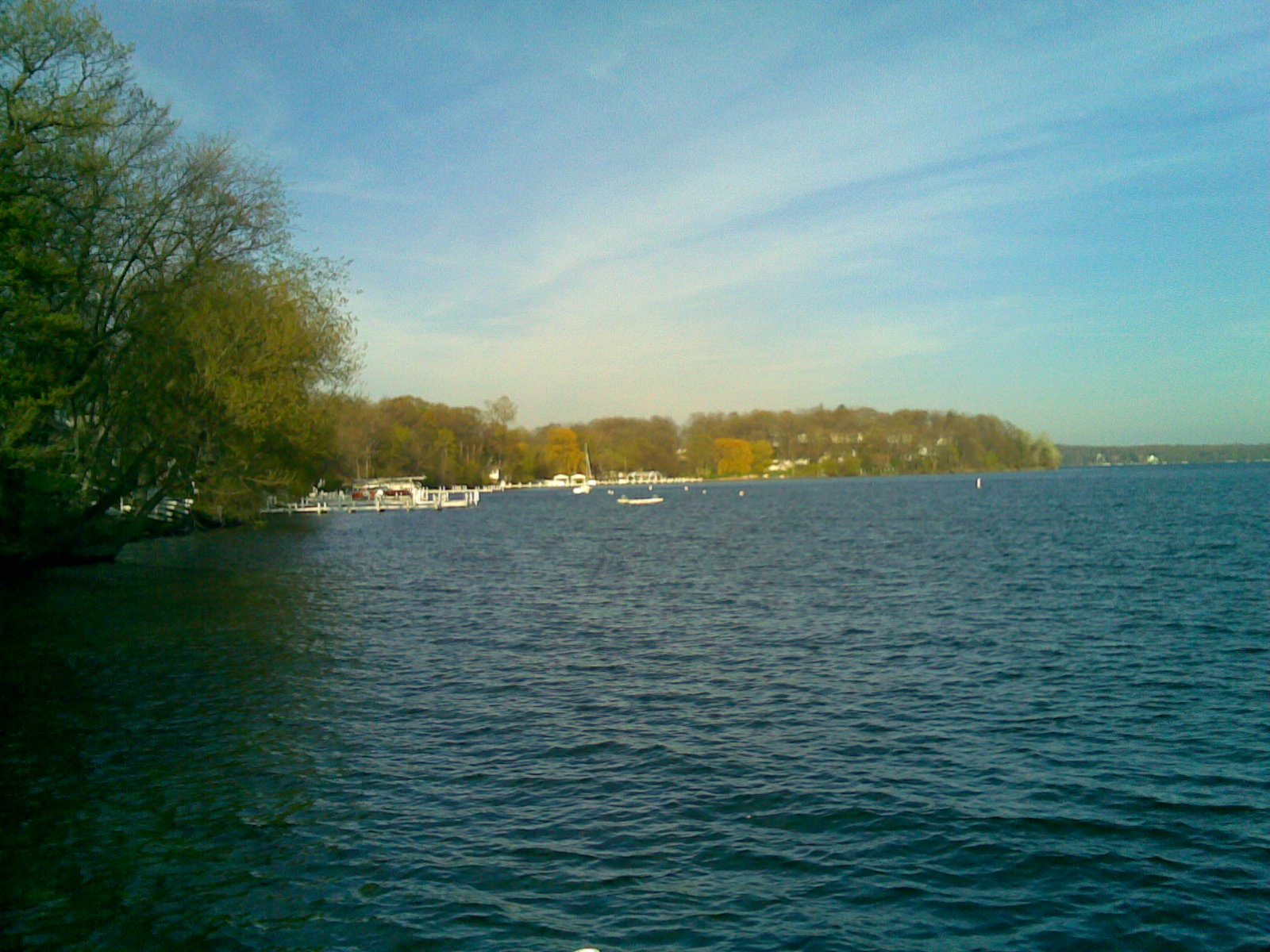
Williams Bay (Geneva Lake)

Williams Bay – wieś w hrabstwie Walworth County, Wisconsin w USA. W miejscowości znajduje się Yerkes Observatory z 1895 roku.
Wieś znajduje się w północnej części USA, leży w sąsiedztwie większych miast jak Chicago czy Milwaukee. Założona na przełomie XIX i XX wieku, działała jako miejscowość turystyczna głównie dla przyjezdnych z metropolii chicagowskiej. Z końcem XX wieku przeżyła silny boom mieszkaniowy, w konsekwencji czego wieś i otaczające ją tereny zostały szybko zaludnione – w ciągu 30 lat liczba mieszkańców podwoiła się.

## Demografia
W 2000 roku w Williams Bay mieszkało 2415 ludzi, było 993 gospodarstw domowych i 639 rodzin. Wieś zajmuje 163 pozycję w USA pod względem liczby ludności. Na 100 kobiet powyżej 18 roku życia przypada 91,8 mężczyzn. Średnia wieku to 41 lat. Średni dochód gospodarstwa domowego w mieście wynosił 50 450 $, a na całą rodzinę 60 573 $. Średni dochód przypadający na mężczyznę 45 750 $, na kobietę 24 875 $.
Około 5,3% rodzin i 7,2% ludności żyje poniżej granicy ubóstwa, w tym 10% ludzi poniżej 18 roku życia.
Skład etniczny
- biali 98,18%,
- Afroamerykanie 0,50%,
- rdzenni Amerykanie 0,08%,
- Azjaci 0,33%,
- inne 0,8%

Grupy wiekowe:
- 0-18 lat: 24,4%
- 18-24 lat: 5,0%
- 25-44 lat: 26,7%
- 44-lat: 24,6%
- od 45 wzwyż: 19,3%